# Gazipur
Pour le district, voir Gazipur (district).
Gazipur (en bengali: গাজীপুর) est une ville du Bangladesh, capitale du district de Gazipur. Elle est située à quelque 50 km au nord de Dacca.
Elle est constituée de six upazilas et sa population est estimée à 1 199 215 habitants (2011).
Gazipur est le siège de l'Islamic University of Technology et de la Dhaka University of Engineering & Technology.